# ラトン (ニューメキシコ州)
ラトン（Raton）は、アメリカ合衆国ニューメキシコ州の都市。コルファクス郡の郡庁所在地である。人口は6,041人（2020年）。ラトン峠の南に位置している。

## 地理
ラトンは北緯36度53分49秒 西経104度26分24秒 / 北緯36.89694度 西経104.44000度(36.897082, -104.439912)に位置している。アメリカ国勢調査局によると、町の総面積は19.0 km² (7.3 mi² )で、すべて陸地である。 

## 交通
旅客鉄道

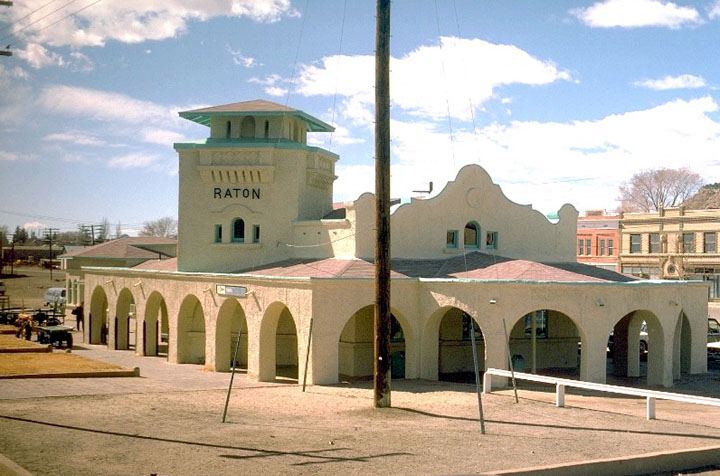
ラトン駅

- アムトラック - シカゴとロサンゼルスを結ぶサウスウェスト・チーフ号が1日1往復停車する。

## 人口動勢
以下は2000年国勢調査における人口統計データである。
| 基礎データ - 人口: 7,282人 - 世帯数: 3,035世帯 - 家族数: 1,981家族 - 人口密度: 383.1/km² (992.4/mi²） - 住居数: 3,472軒 - 住居密度: 182.6/km² (473.2/mi²) 人種別人口構成 - 白人: 78.04% - アフリカン・アメリカン: 0.23% - ネイティブ・アメリカン: 1.59% - アジア人: 0.40% - 太平洋諸島系:0.01% - その他の人種: 16.19% - 混血(2人種間以上の): 3.53% - ヒスパニック・ラテン系: 56.96% 世帯と家族（対世帯数） - 全世帯数: 3,035 - 18歳未満の子供がいる: 30.7% - 結婚・同居している夫婦: 47.0% - 未婚・離婚・死別女性が世帯主: 12.9% - 非家族世帯: 34.7% - 単身世帯: 30.6% - 65歳以上の老人1人暮らし: 14.1% - 平均構成人数 - 世帯: 2.35人 - 家族: 2.92人 | 年齢別人口構成 - 18歳未満: 25.1% - 18-24歳: 7.8% - 25-44歳: 24.9% - 45-64歳: 23.9% - 65歳以上: 18.4% - 年齢の中央値: 40歳 - 性比（女性100人あたり男性の人口） - 総人口: 94.5人 - 18歳以上: 92.1人 収入と家計 - 収入の中央値 - 世帯: $27,028米ドル - 家族: $31,762米ドル - 性別 - 男性: $24,946米ドル - 女性: $18,433 - 人口1人あたり収入: $14,223米ドル - 貧困線以下 - 対家族: 14.8% - 対人口: 17.4% - 18歳未満: 25.2% - 65歳以上: 10.4% |